# Herb rejonu ustyniwskiego
Herb rejonu ustyniwskiego - oficjalny herb rejonu ustyniwskiego ustanowiony 12 września 2003 roku. 
Przedstawia osiem snopów na górze, orła z czerwonym dziobem w locie pośrodku i niebieskie pasy na dole, a dookoła liście. Trzy niebieskie linie reprezentują trzy rzeki płynące przez region.